# 天河客运站 (地铁)
天河客运站地铁站是3號線和6號線的一座換乘車站，也是3号线的其中一個终点站。車站位於中国广东省廣州市天河區天源路元崗橫路口的天河客运站東廣場，於2006年12月30日随3号线首期工程全线開通而启用。

## 车站结构
天河客运站地铁站目前分为两个站体：位于东侧天河客運站東廣場，临近天源路的3号线车站、以及位于西侧，元崗批發市場地下的6号线车站。两线站体平行，通过换乘通道连接。周边為為天源路、元崗橫路、長興路、北環高速、天河客運站、元崗批發市場以及附近建築。

### 3号线楼层
3号线车站共设有两層。地下一層為站廳以及通往6号线车站的換乘通道；地下二層為3號線站台層。
| 地下一层 | 3号线站厅 | 售票機、客服中心、商店、警务室、母嬰室、安检设施 经换乘通道前往 █6号线 |          |          |
| 地下二层 | 侧式站台  | 侧式站台                                                               | 侧式站台 | 侧式站台 |
|          | 1 站台    | █3号线 海傍方向（下站：五山）                                          |          |          |
|          | 2 站台    | █3号线 终点站台                                                        |          |          |
|          | 侧式站台  |                                                                        |          |          |

### 6号线楼层
6号线车站共设有四層。地下一層為站廳以及換乘联络通道；地下二層、三層為設備層以及缓冲平台；地下四層為6號線站台層。
| 地下一层 | 6号线站厅 | 售票機、客服中心、警务室、安检设施、卫生间 |  |  |
|          | 换乘通道  | 前往 █3号线                                |  |  |
| 地下二层 | 缓冲平台  | 来往站厅和站台 车站设备                    |  |  |
| 地下三层 | 缓冲平台  | 来往站厅和站台 车站设备                    |  |  |
| 地下四层 | 4 站台    | █6号线 潯峰崗方向（下站：燕塘）            |  |  |
|          | 岛式站台  |                                            |  |  |
|          | 3 站台    | █6号线 香雪方向（下站：长湴）              |  |  |

### 站厅及换乘
本站共分为2个站厅，分别为3号线站厅以及6号线站厅，两个站厅无论在收费区范围还是非收费区范围，均有联络通道连接。为方便行人进出以及配合两线换乘需要，3号线站厅中心、6号线站厅东南侧被划分为收费区。其中B出入口在非收费区范围不能连通车站其它出入口。两线站厅各自均设有多组扶手电梯、楼梯以及1台专用电梯供乘客前往月台。
現時站內设有麵包糕餅店，以及自動售賣機、自动发售卡充值机以及共享充电宝等自助设施。
另外，本站的卫生间设置于本站的D出入口通道处，母婴室设于3号线站厅非付费区靠近B出入口处。

### 月台

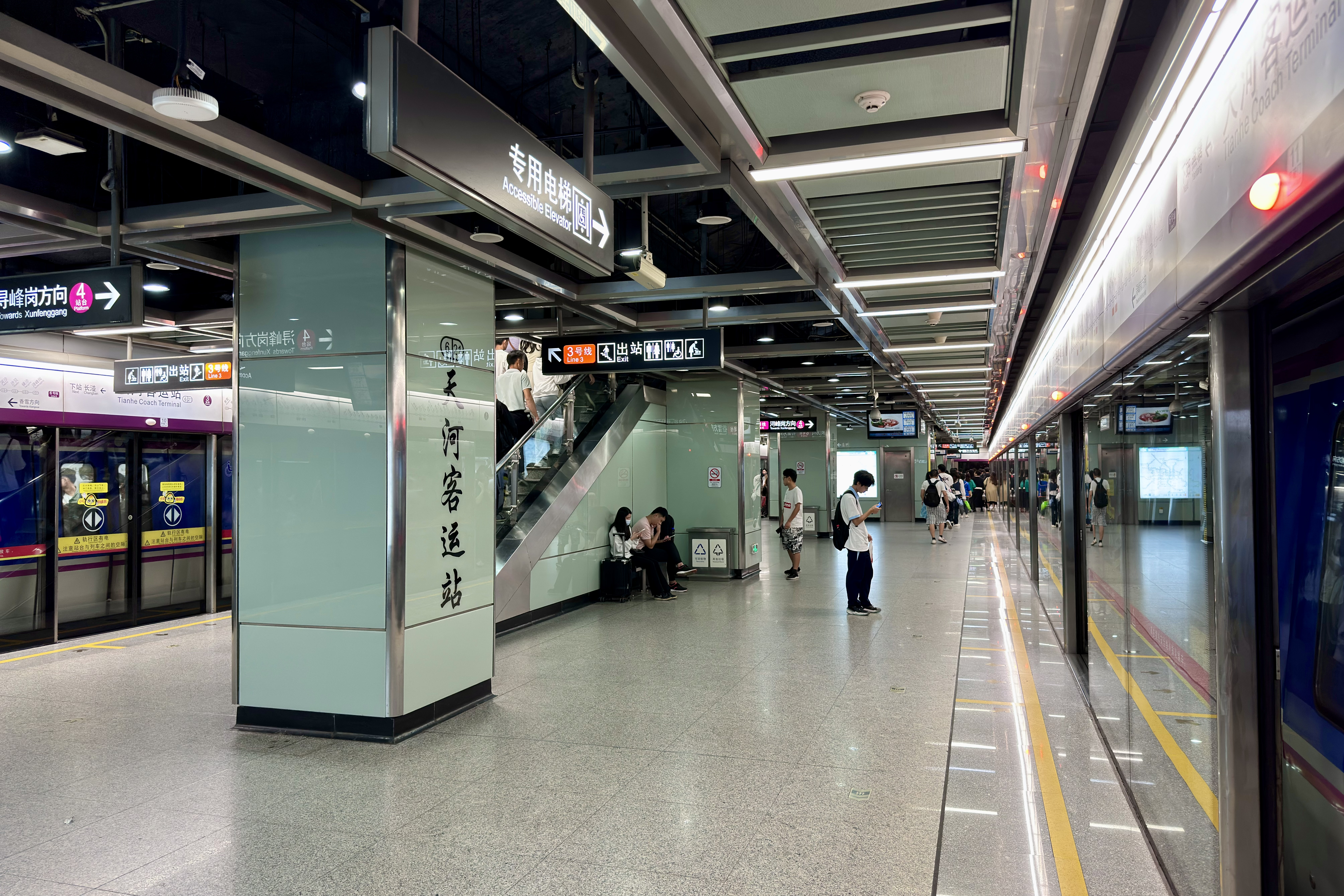
6号线4站台

本站3號線設有兩個側式月台，位於天河客運站東廣場，临近天源路的地下。6號線設有一個島式月台，位於3號線月台西北側，元崗批發市場的地下。
另外，3号线站台东北端设有交叉渡线，供3号线从本站至海傍的所有列车进行折返。

### 出入口
天河客运站地铁站总共设有4个出入口供乘客进出。由于本站B出入口目前在非收费区范围不能连通车站其它出入口，因此在各个出入口旁均设置了指引提示牌。
|                                                     |                                                           |      |          |                                                                           |
|                                                     |                                                           |      |          |                                                                           |
| 編號                                                | 设施                                                      | 照片 | 出口指示 | 建議前往的目的地                                                          |
| 3号线站厅                                           |                                                           |      |          |                                                                           |
| B                                                   | 盲道标志 · 轮椅升降台标志 · 无障碍通道标志 · 扶手电梯标志 |      | 燕岭路   | 天河汽车客运站、天河客运站公交总站、天河客运站公交车站（西行:②；东行:①②） |
| C                                                   | 盲道标志 · 无障碍通道标志 · 扶手电梯标志                  |      | 長興路   | 天源路、长兴·智汇商务中心、广州市轻工职业学校、长兴路口公交车站           |
| 6号线站厅                                           |                                                           |      |          |                                                                           |
| A                                                   | 盲道标志 · 无障碍通道标志 · 扶手电梯标志                  |      | 天源路   | 元岗村、上元岗公交车站（西行）、天河客运站公交车站（西行:①）              |
| D                                                   | 盲道标志 · 无障碍通道标志                                 |      | 元岗横路 | 智汇PARK创意产业园、天河新天地、元岗横路东公交车站                        |
| 註： 設有 \| 設有 \| 設有輪椅升降台 \| 設有扶手電梯 |                                                           |      |          |                                                                           |

## 接驳交通
| 编号 | 编号 | 线路                  | 线路                  | 线路                     | 收费                  | 备注                  |
| ---- | ---- | --------------------- | --------------------- | ------------------------ | --------------------- | --------------------- |
|      | 28   | 珠江嘉苑              | ⇆                     | 琶洲塔公交总站           | 2元                   |                       |
|      | 30   | 龙洞（民族文化村）    | ⇆                     | 东山广场                 | 2元                   |                       |
|      | 39   | 天河公交场            | ⇆                     | 龙洞（广东金融学院）     | 2元                   |                       |
|      | 46   | 罗冲围（松南路）      | ⇆                     | 中科院化学所             | 2元                   |                       |
|      | 54   | 东华南路（江湾桥脚）  | ⇆                     | 中科院化学所             | 2元                   |                       |
|      | 83   | 白云山制药厂          | ⇆                     | 广汕路（科景路口）       | 2元                   |                       |
|      | 84   | 天平架                | ⇆                     | 渔沙坦（旺岗）           | 2元                   |                       |
|      | 84A  | 动物园                | ⇆                     | 渔沙坦（渔中路）         | 2元                   |                       |
|      | 89   | 天河客運站            | ⇆                     | 大沙头                   | 2元                   |                       |
|      | 126  | 凰岗                  | ⇆                     | 天河客運站               | 3元                   |                       |
|      | 236  | 天平架                | ⇆                     | 滘口客运站               | 2元                   |                       |
|      | 252  | 天平架                | ⇆                     | 外环西路（青创汇）       | 3元                   |                       |
|      | 257  | 已于2025年7月27日停办 | 已于2025年7月27日停办 | 已于2025年7月27日停办    | 已于2025年7月27日停办 | 已于2025年7月27日停办 |
|      | 297  | 黄沙                  | ⇆                     | 樂意居花園               | 2元                   |                       |
|      | 303A | 广州南站              | ⇆                     | 琶洲塔公交总站           | 3元                   | 40分/班               |
|      | 345  | 家和天曜              | ⇆                     | 知识城南（地铁何棠下站） | 3元                   | 不大于15–30分/班      |
|      | 345A | 天河客運站            | ⇆                     | 永和贤江                 | 3元                   | 不大于15–30分/班      |
|      | 346  | 天河客運站            | ⇆                     | 穗丰村（兴太三路）       | 3元                   | 30分/班               |
|      | 494  | 萝岗万达广场          | ⇆                     | 广汕一路（林机街）       | 2元                   |                       |
|      | 494A | 已于2024年12月1日停办 | 已于2024年12月1日停办 | 已于2024年12月1日停办    | 已于2024年12月1日停办 | 已于2024年12月1日停办 |
|      | 498  | 梅园路                | ⇆                     | 汇景北路                 | 2元                   |                       |
|      | 503  | 杨桃公园（美林湖畔）  | ⇆                     | 天河客運站               | 2元                   |                       |
|      | 564  | 黄埔古村南广场        | ⇆                     | 天河客運站               | 3元                   |                       |
|      | 581  | 长福路                | ⇆                     | 黄埔东路（石化南路）     | 3元                   |                       |

| 编号 | 编号       | 线路                  | 线路                  | 线路                  | 收费                  | 备注                  |
| ---- | ---------- | --------------------- | --------------------- | --------------------- | --------------------- | --------------------- |
|      | 772        | 长福路                | ⇆                     | 车陂                  | 2元                   | 经科韵路中            |
|      | 772A       | 已于2024年9月28日停办 | 已于2024年9月28日停办 | 已于2024年9月28日停办 | 已于2024年9月28日停办 | 已于2024年9月28日停办 |
|      | 884        | 天健创意园            | ↺                     | 天河客運站            | 2元                   |                       |
|      | B11        | 岑村                  | ⇆                     | 员村（美林花园）      | 2元                   |                       |
|      | B12        | 天源路（华南植物园）  | ⇆                     | 车陂                  | 2元                   |                       |
|      | 夜10       | 龙洞（广东金融学院）  | ⇆                     | 东山口                | 3元                   | 39路附属线路          |
|      | 夜60       | 联和（惠联路）        | ⇆                     | 永和（万科里享家）    | 3元                   | 330路附属线路         |
|      | 夜69       | 滘口客运站            | ⇆                     | 鳌鱼岗大街牌坊        | 4元                   | 236路附属线路         |
|      | 夜70       | 天河客運站            | ⇆                     | 北山村（新滘东路）    | 4元                   | 252路附属线路         |
|      | 夜71       | 燕塘企业              | ⇆                     | 渔沙坦（渔中路）      | 3元                   |                       |
|      | 夜90       | 凰岗                  | ⇆                     | 天河客運站            | 4元                   | 126路附属线路         |
|      | 夜100      | 黄埔古村南广场        | ⇆                     | 天河客運站            | 4元                   | 564路附属线路         |
|      | 高峰快线21 | 已于2025年7月27日停办 | 已于2025年7月27日停办 | 已于2025年7月27日停办 | 已于2025年7月27日停办 | 已于2025年7月27日停办 |
|      | 高峰快线80 | 中科院化学所          | →                     | 罗冲围                | 2元                   | 46路附属线路，15分/班 |

| 编号 | 编号 | 线路                  | 线路                  | 线路                     | 收费                  | 备注                  |
| ---- | ---- | --------------------- | --------------------- | ------------------------ | --------------------- | --------------------- |
|      | 28   | 珠江嘉苑              | ⇆                     | 琶洲塔公交总站           | 2元                   |                       |
|      | 30   | 龙洞（民族文化村）    | ⇆                     | 东山广场                 | 2元                   |                       |
|      | 39   | 天河公交场            | ⇆                     | 龙洞（广东金融学院）     | 2元                   |                       |
|      | 46   | 罗冲围（松南路）      | ⇆                     | 中科院化学所             | 2元                   |                       |
|      | 54   | 东华南路（江湾桥脚）  | ⇆                     | 中科院化学所             | 2元                   |                       |
|      | 83   | 白云山制药厂          | ⇆                     | 广汕路（科景路口）       | 2元                   |                       |
|      | 84   | 天平架                | ⇆                     | 渔沙坦（旺岗）           | 2元                   |                       |
|      | 84A  | 动物园                | ⇆                     | 渔沙坦（渔中路）         | 2元                   |                       |
|      | 89   | 天河客運站            | ⇆                     | 大沙头                   | 2元                   |                       |
|      | 126  | 凰岗                  | ⇆                     | 天河客運站               | 3元                   |                       |
|      | 236  | 天平架                | ⇆                     | 滘口客运站               | 2元                   |                       |
|      | 252  | 天平架                | ⇆                     | 外环西路（青创汇）       | 3元                   |                       |
|      | 257  | 已于2025年7月27日停办 | 已于2025年7月27日停办 | 已于2025年7月27日停办    | 已于2025年7月27日停办 | 已于2025年7月27日停办 |
|      | 297  | 黄沙                  | ⇆                     | 樂意居花園               | 2元                   |                       |
|      | 303A | 广州南站              | ⇆                     | 琶洲塔公交总站           | 3元                   | 40分/班               |
|      | 345  | 家和天曜              | ⇆                     | 知识城南（地铁何棠下站） | 3元                   | 不大于15–30分/班      |
|      | 345A | 天河客運站            | ⇆                     | 永和贤江                 | 3元                   | 不大于15–30分/班      |
|      | 346  | 天河客運站            | ⇆                     | 穗丰村（兴太三路）       | 3元                   | 30分/班               |
|      | 494  | 萝岗万达广场          | ⇆                     | 广汕一路（林机街）       | 2元                   |                       |
|      | 494A | 已于2024年12月1日停办 | 已于2024年12月1日停办 | 已于2024年12月1日停办    | 已于2024年12月1日停办 | 已于2024年12月1日停办 |
|      | 498  | 梅园路                | ⇆                     | 汇景北路                 | 2元                   |                       |
|      | 503  | 杨桃公园（美林湖畔）  | ⇆                     | 天河客運站               | 2元                   |                       |
|      | 564  | 黄埔古村南广场        | ⇆                     | 天河客運站               | 3元                   |                       |
|      | 581  | 长福路                | ⇆                     | 黄埔东路（石化南路）     | 3元                   |                       |

| 编号 | 编号       | 线路                  | 线路                  | 线路                  | 收费                  | 备注                  |
| ---- | ---------- | --------------------- | --------------------- | --------------------- | --------------------- | --------------------- |
|      | 772        | 长福路                | ⇆                     | 车陂                  | 2元                   | 经科韵路中            |
|      | 772A       | 已于2024年9月28日停办 | 已于2024年9月28日停办 | 已于2024年9月28日停办 | 已于2024年9月28日停办 | 已于2024年9月28日停办 |
|      | 884        | 天健创意园            | ↺                     | 天河客運站            | 2元                   |                       |
|      | B11        | 岑村                  | ⇆                     | 员村（美林花园）      | 2元                   |                       |
|      | B12        | 天源路（华南植物园）  | ⇆                     | 车陂                  | 2元                   |                       |
|      | 夜10       | 龙洞（广东金融学院）  | ⇆                     | 东山口                | 3元                   | 39路附属线路          |
|      | 夜60       | 联和（惠联路）        | ⇆                     | 永和（万科里享家）    | 3元                   | 330路附属线路         |
|      | 夜69       | 滘口客运站            | ⇆                     | 鳌鱼岗大街牌坊        | 4元                   | 236路附属线路         |
|      | 夜70       | 天河客運站            | ⇆                     | 北山村（新滘东路）    | 4元                   | 252路附属线路         |
|      | 夜71       | 燕塘企业              | ⇆                     | 渔沙坦（渔中路）      | 3元                   |                       |
|      | 夜90       | 凰岗                  | ⇆                     | 天河客運站            | 4元                   | 126路附属线路         |
|      | 夜100      | 黄埔古村南广场        | ⇆                     | 天河客運站            | 4元                   | 564路附属线路         |
|      | 高峰快线21 | 已于2025年7月27日停办 | 已于2025年7月27日停办 | 已于2025年7月27日停办 | 已于2025年7月27日停办 | 已于2025年7月27日停办 |
|      | 高峰快线80 | 中科院化学所          | →                     | 罗冲围                | 2元                   | 46路附属线路，15分/班 |

## 利用状况
本站邻近广州市区各地的陸路交通樞紐——天河客运站，因此不少乘客會攜帶大量行李物品进站。另外，车站附近有元岗村、华南理工大学、广东省外语艺术职业学院、多个汽配市场以及少量住宅小区，因此本站是廣州地鐵最繁忙的車站之一，客流全天都維持在極高的水平。
在6号线开通运营前，龙洞、萝岗及广汕路一带的居民会搭乘巴士等公共交通工具前往本站乘坐地铁，加上来自天河客运站以及上述之客流的影响，令站內相當擁擠，有时需要實施客流管制措施来维持运营秩序。直至6号线开通运营后本站成为换乘车站，該部分客流可以在長湴站換乘地鐵，本站的出入闸客流才得到輕微緩解。但随着6号线二期开通之后，由于本站是6號線從香雪站開始往市區方向的首個換乘站，本站的换乘客流亦大幅度增加。现时车站日均换乘客流约6万人次。
现时工作日早高峰期间，本站会涌入大量从本站进站以及换乘的客流，1号月台（3号线海傍方向）会累積過多乘客，乘客有可能需要等候兩至三趟車才能上車。為保證本站不會累積過多乘客形成安全隱患，因此每逢週一至週五早晚高峰將在本站實施客流控制措施，以維持本站的運營秩序。

## 历史

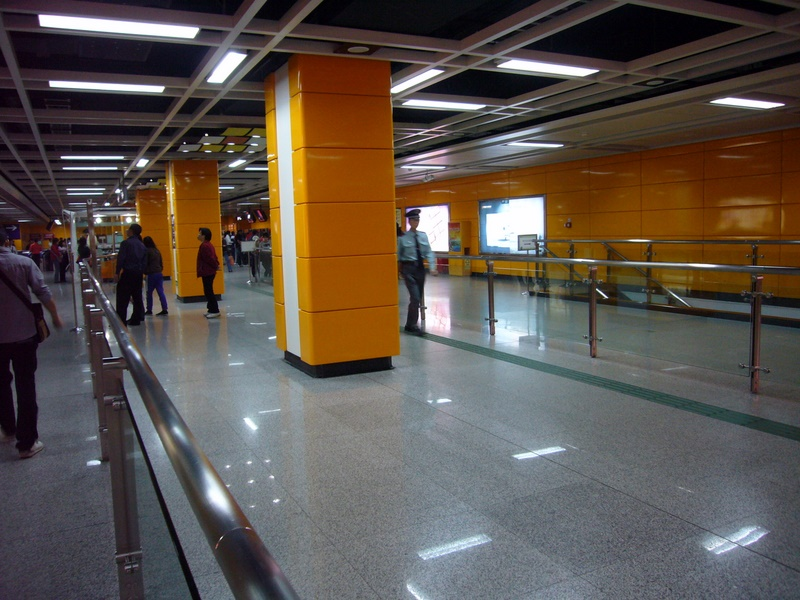
从车站启用至6号线开通前，3号线站厅被划分为两个付费区

### 规划
地铁天河客运站的首次出现，是在1997年的《廣州市城市快速軌道交通線網規劃研究（最終報告）》中。当时的7号线（现6号线）设有元崗站，位置与现时基本一致。
在2000年的地下铁路規劃中，当时因應天河西部開始發展，3号线從體育西路分岔出一條支線，而本站作为3号线支线的终点站，换言之本站成为3号线与6号线的换乘站之一。由于3号线在2000年方案中得以基本落实并随后开始动工建设，6号线直到2003年方案才得以基本落实，因此本站在设计之初没有考虑换乘的条件。在随后的6号线工程中，设置了两条来往3号线站厅的联络通道。

### 3号线
2002年，3號線全線動工，本站随后亦开始动工。2006年11月30日，运营事业总部正式接管本站的管理权、指挥权和使用权。2006年12月30日，3号线一期工程全线开通运营，本站正式启用。
3号线站厅受制于车站月台设计以及站厅面积问题，在车站启用初期，站厅分为進站乘車和抵達出站两个独立的付费区，中间为非付费区行人通道，收费区之间不能连通，因此乘客想乘坐回头车时，需从站厅出站付费区出闸后再从進站付费区处入闸乘车，並多支付一次車資；或者向车站工作人员求助使用免费专用通道以避免多付一次车资。直至6号线开通前夕，3号线站厅中间的非收费区行人通道因划入收费区范围而取消，非收費區自此不能在站內互通。

### 6号线
2007年，6號線车站开始动工。2008年11月11日，本站6号线车站完成连续墙工程，正式进入车站主体开挖阶段。2012年1月11日19时，盾构8标（天河客运站—长湴站）区间右线盾构隧道顺利贯通。2013年12月28日，6号线开通运营，本站成为3号线和6号线的换乘车站之一。

### C出入口
天河客运站规划有4个出入口，唯獨位于长兴路附近的C出入口在車站開通後近十年的時間內一直未能開放。很多市民都只能从B出入口或A出入口绕到马路对面。由于这两个出口均毗邻华南快速干线，路段车流密集，很多市民仅仅通过马路就需要至少10分钟的时间。由于过马路实在艰难，不少市民常会冒险与行车抢道。
當時地铁公司相关负责人回应，C出口之所以尚未开通，主要是受征地拆迁影响和考虑减少对路面交通影响所致。该出入口工程很晚才具备建设的条件，要分三期实施。截至2014年9月，前两期施工已完成，第三期地下通道部分由于要下穿华南快速路匝道桥，经多次协商业主方最近才同意开工，正开展第三期土建工程，當時预计2015年可投入使用。最終C出入口於2016年9月30日下午4時正式開放。

### 运营事件
2022年年末疫情期间，本站曾受防控措施影响，于11月26日至11月30日下午暂停进出站，仅保留站内换乘服务。

## 未來發展

### 3号线站台改造
2024年12月，广州地铁发布招标公告，计划缩小本站3号线站台部分机房的面积及取消站台层电缆井，从而增大站台层面积，以缓解拥挤情况。

### 10号线
根據廣州市新一輪軌道交通（2015-2025）建設規劃方案，未來3號線支線段（天河客運站—體育西路）將拆離3號線，並向西南延伸形成10號線獨立運營。未来待10号线拆解段通车后，本站將會改為10號線的北端總站，不再屬於3號線。
另外，在2020年11月获广州市政府批复的《广州市轨道交通线网规划（2018-2035）》中，10号线在本站将继续向东延伸至高塘石站。